# Projet Follow Through
Le Projet Follow Through a constitué la plus grande expérimentation réalisée à l’échelle fédérale aux États-Unis en matière d’éducation. Réalisée sur une période de 10 ans, elle a concerné 352 000 élèves américains répartis sur 180 écoles. Cette recherche empirique a fait l'objet, jusqu'en 1995, de travaux supplémentaires.
Elle avait pour but de comparer et d’analyser l’efficacité d’une vingtaine d’approches pédagogiques appliquées auprès d’élèves provenant principalement de milieux socio-économiques défavorisés.  

## Contexte historique
Le projet Follow Through a constitué, de par son ampleur, avec le projet Head Start, l'une des grandes mesures prises par l'État fédéral sous la présidence Johnson pour lutter contre la pauvreté. Ainsi que le relèvent les chercheurs en sciences de l'éducation Clermont Gauthier, Steve Bissonnette et Mario Richard (2009, p. 3): 
« Au départ, ce projet devait être une suite du programme Head Start qui visait à fournir des services sociaux, de santé et d’éducation aux enfants de niveau préscolaire de milieux défavorisés ainsi qu’à leur famille. Le programme Head Start voulait briser le cycle de la pauvreté et fut très bien reçu dans la population américaine. Cependant, une étude avait montré que les gains des enfants avaient tendance à disparaître à la suite de leur entrée à l’école. Follow Through fut d’abord pensé comme un service qui prendrait le relais de Head Start. Mais des restrictions budgétaires ont obligé dès le départ à reconceptualiser le projet qui a été transformé en une étude longitudinale dont le but fut d’évaluer l’efficacité d’approches pédagogiques auprès d’élèves venant de quartiers défavorisés de la maternelle à la troisième année. »
Durant les 10 années de cette étude, 10 000 élèves en moyenne ont été concernés chaque année. Par la suite, le programme s'est poursuivi jusqu'en 1995 sous forme de services aux enfants issus de milieux défavorisés.